# Miloš Srejović
Miloš Srejović (in serbo Милош Срејовић?; 12 aprile 1956) è un ex triplista jugoslavo, attivo tra la fine degli anni '70 e l'inizio degli anni '80.
Nel 1978 vinse la medaglia d'oro ai Campionati europei di Praga.

## Biografia
Nel 1975 si affacciò sulla ribalta internazionale conquistando la medaglia di bronzo ai Campionati europei juniores. Si affermò definitivamente ai Campionati europei del 1978 che vinse battendo per un centimetro il pluricampione olimpico Viktor Saneev, dominatore della specialità nell'ultimo decennio. L'anno seguente ottenne un secondo posto ai Giochi del Mediterraneo alle spalle del francese Lamitié e con la stessa misura del connazionale Milan Spasojević, terzo classificato.
Nel 1981 ebbe nuovamente la possibilità di affrontare i migliori specialisti europei nella finale di Coppa Europa svoltasi a Zagabria: il suo terzo posto fu l'unico podio conquistato dagli atleti jugoslavi in quell'occasione. Nello stesso anno, ai Giochi dei Balcani disputati a Sarajevo, stabilì il suo primato personale, nonché record jugoslavo, saltando 17,01 m. Tale misura rappresenta ancor oggi il record nazionale serbo.

## Palmarès
| Anno | Manifestazione              | Sede      | Evento       | Risultato | Prestazione | Note |
| ---- | --------------------------- | --------- | ------------ | --------- | ----------- | ---- |
| 1975 | Campionati europei juniores | Atene     | Salto triplo | Bronzo    | 15,99 m     |      |
| 1978 | Campionati europei          | Praga     | Salto triplo | Oro       | 16,94 m     |      |
| 1978 | Giochi dei Balcani          | Salonicco | Salto triplo | Oro       | 16,75 m     |      |
| 1979 | Giochi del Mediterraneo     | Spalato   | Salto triplo | Argento   | 16,55 m     |      |

## Altre competizioni internazionali
1981
- Bronzo in Coppa Europa ( Zagabria) - 16,54 m